# ROL.ro
ROL.ro este primul portal de web din România, lansat în anul 1998.
Este deținut de compania independentă ROL Online Network.
ROL.ro reprezintă o rețea de peste 40 de site-uri tematice, cu conținut specific (divertisment, știri, business, comerț electronic etc.).
Traficul portalului ROL.ro este estimat la peste 1.500.000 vizitatori unici/lună și peste 15.000.000 afișări/lună (iulie 2010).
Cifra de afaceri a companiei ROL Online Network în 2009 s-a ridicat la aproximativ 1.000.000 euro.